# Fences (peça)
Fences é uma peça de teatro estadunidense de 1983 escrita pelo dramaturgo August Wilson. Situado na década de 1950, é a sexta de dez produções da Broadway, criadas por Wilson, as quais recebem o nome de Pittsburgh Cycle. Esta explora a evolução da etnia afro-americana, examinando as relações étnicas ao longo da história dos Estados Unidos.
Venceu o Tony Award de melhor peça de teatro e o Pulitzer de Teatro, ambos em 1987.